# فرودگاه یوشکار اولا
فرودگاه یوشکار اولاً  (به انگلیسی: Yoshkar-Ola Airport)  یک فرودگاه همگانی  با کد یاتا JOK است که یک باند فرود آسفالت دارد و طول باند آن ۲۴۰۰ متر است. این فرودگاه در شهر یوشکار اولاً کشور روسیه قرار دارد و در ارتفاع ۱۰۶ متری از سطح دریا واقع شده‌است.

## شرکت‌های هواپیمایی و مقصدهای پروازی
| شرکت‌های هواپیمایی | مقصدهای پروازی                  |
| ----------------- | ------------------------------- |
| RusLine           | دوموده‌دوو (temporary suspended) |